# Komisurotomia
Komisurotomia – zabieg chirurgiczny polegający na przecięciu spoideł mózgowych łączących półkule mózgu. Wykorzystuje się go do łagodzenia objawów padaczki, ponieważ ogranicza rozprzestrzenianie się ataków epileptycznych pomiędzy półkulami. Ogranicza także przepływ informacji pomiędzy nimi, co wiąże się z występowaniem objawów zespołów spoidłowych.
W początkowym, trwającym kilka tygodni, okresie po komisurotomii pacjenci mogą doświadczać "konfliktów" pomiędzy półkulami – ręka lewa i prawa mogą wykonywać sprzeczne czynności np. podczas zakupów czy ubierania się. Te objawy z czasem zanikają.
Osoby po komisurotomii mają zdolność do wykonywania niezależnych, różnych czynności obiema rękami (np. rysowania jednocześnie innego kształtu ręką prawą i ręką lewą), mają za to trudności przy wykorzystywaniu rąk przy nowych, wcześniej nieopanowanych czynnościach (choć nie sprawia im to trudności w przypadku czynności dobrze im znajomych).